# Dolicholatirus
Dolicholatirus is een geslacht van weekdieren uit de klasse van de Gastropoda (slakken).

## Soorten
- Dolicholatirus acus (Adams & Reeve, 1848)
- Dolicholatirus bairstowi (Sowerby III, 1886)
- Dolicholatirus bozzettii Lussi, 1993
- Dolicholatirus brevicaudatus Lussi, 2014
- Dolicholatirus bronni (Michelotti, 1847) †
- Dolicholatirus cayohuesonicus (G. B. Sowerby II, 1878)
- Dolicholatirus celinamarumai Kosuge, 1981
- Dolicholatirus fernandesi Bozzetti, 2002
- Dolicholatirus lancea (Gmelin, 1791)
- Dolicholatirus minusculus Bozzetti, 2007
- Dolicholatirus mosterti Lussi, 2014
- Dolicholatirus pauli (McGinty, 1955)
- Dolicholatirus smithi Snyder, 2000
- Dolicholatirus spiceri (Tenison-Woods, 1876)
- Dolicholatirus thesaurus (Garrard, 1963)
- Dolicholatirus vezzaroi Cossignani, 2015